# Beynac-et-Cazenac
Beynac-et-Cazenac (trong tiếng Occitan Bainac e Casenac) là một xã của Pháp, nằm ở tỉnh Dordogne trong vùng Aquitaine của Pháp. Xã này có diện tích 12,74 km2, dân số năm 2007 là 511 người. Xã nằm ở khu vực có độ cao trung bình 150 m trên mực nước biển.

## Thông tin nhân khẩu
| Năm    | 1962 | 1968 | 1975 | 1982 | 1990 | 1999 | 2007 |
| ------ | ---- | ---- | ---- | ---- | ---- | ---- | ---- |
| Dân số | 355  | 410  | 411  | 460  | 498  | 506  | 511  |